# Serviam Lyceum
Het  Serviam Lyceum (of kortweg Serviam) was een middelbare-onderwijsinstelling in het centrum van de Nederlandse stad Sittard. Het gebouw was gelegen aan de Deken Haenraetsstraat. Er waren een havo- en een vwo-afdeling ondergebracht.

## Geschiedenis
De ursulinen legden de fundamenten voor de school, die in 1959 officieel voortkwam uit een fusie van de Sittardse middelbare meisjesschool en een gymnasium dat in 1949 was gesticht. Het schoolgebouw was het jaar daarvoor al in gebruik genomen. Het gebouw gold als een voorbeeld van wederopbouwarchitectuur.
Het Serviam Lyceum heeft bestaan tot 1998. In dat jaar fuseerde de school samen met het Bisschoppelijk College Sittard tot de Trevianum Scholengroep aan de Bradleystraat, die tot op heden bestaat. De nieuwe school verhuisde geheel naar de locatie aan de Bradleystraat, waarna het voormalige Serviam-gebouw buiten gebruik werd genomen. Begin januari 2003 brak er in het leegstaande gebouw een grote brand uit, waarna de restanten niet veel later volledig werden gesloopt. 
Op de locatie van het Serviam Lyceum werd in 2019 begonnen met de bouw van een nieuw woonzorgcentrum, dat de naam "Hof van Serviam" heeft gekregen.